# Сумбэр (Туве)
Сумбэр (монг. Сүмбэр) — сомон аймака Туве, Монголия.
Центр сомона — Жавхлант находится в 200 километрах от города Зуунмод и в 160 километрах от столицы страны — Улан-Батора.
Здесь развита сфера обслуживания, есть дома отдыха, школа, больница, различные мастерские.

## География
Большую часть территории сомона занимает степь. Возвышаются горы Сужигт, Бараат, Зурх (1400 метров). Водятся волки, лисы, косули, зайцы и т.д.
Климат резко континентальный. Средняя температура января -24°С, июля +17°С. Среднегодовая норма осадков составляет 250-300 мм.
Имеются запасы золота, свинца, строительного сырья.